# Micheldorf
Micheldorf osztrák község Karintia Sankt Veit an der Glan-i járásában. 2016 januárjában 1024 lakosa volt. 

## Elhelyezkedése

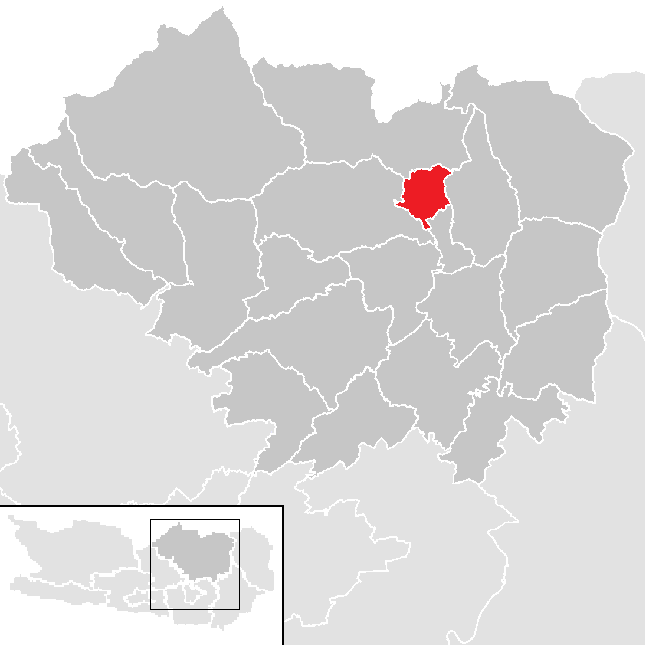
Micheldorf a Sankt Veit-i járásban

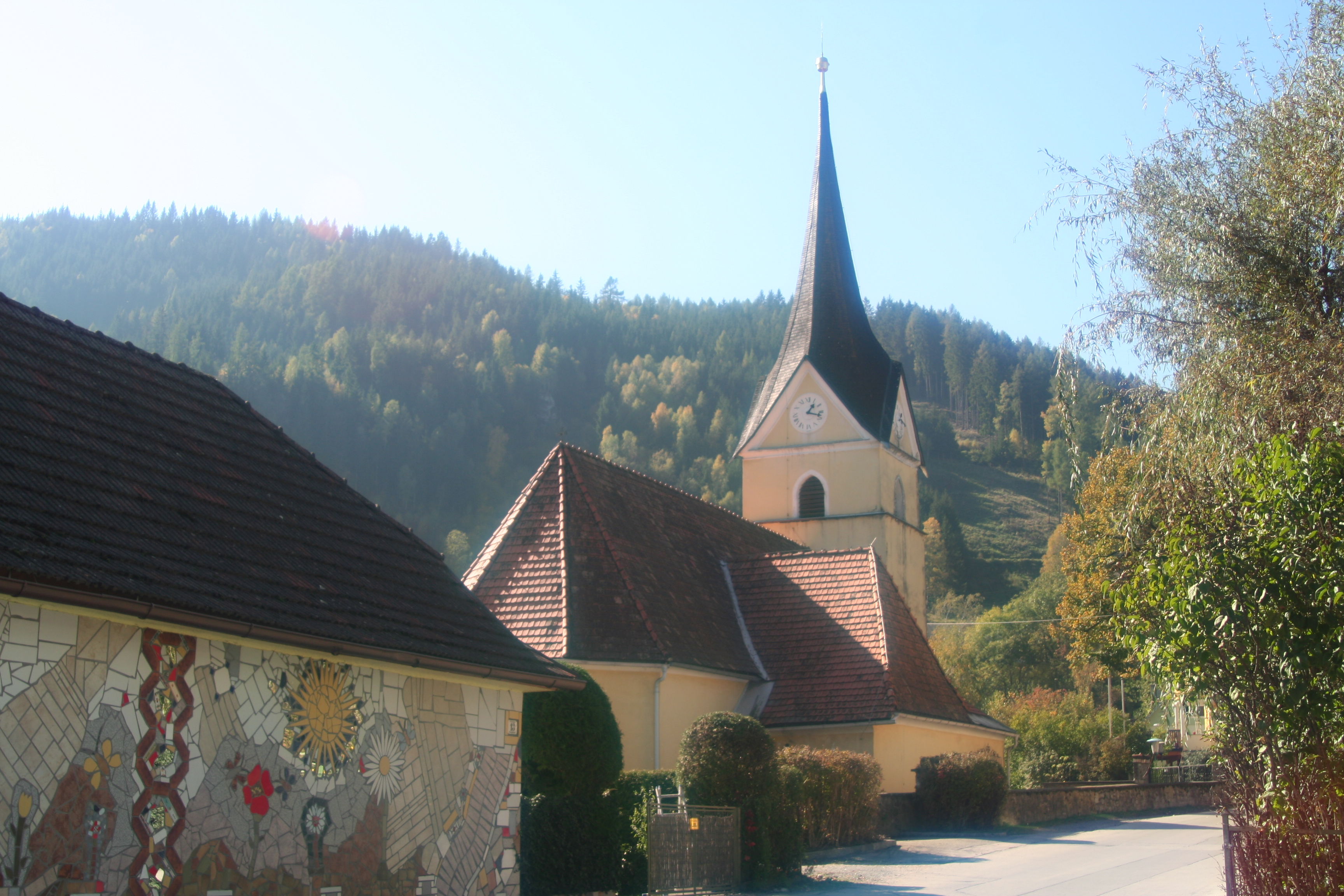
A Szt. Vitus-templom

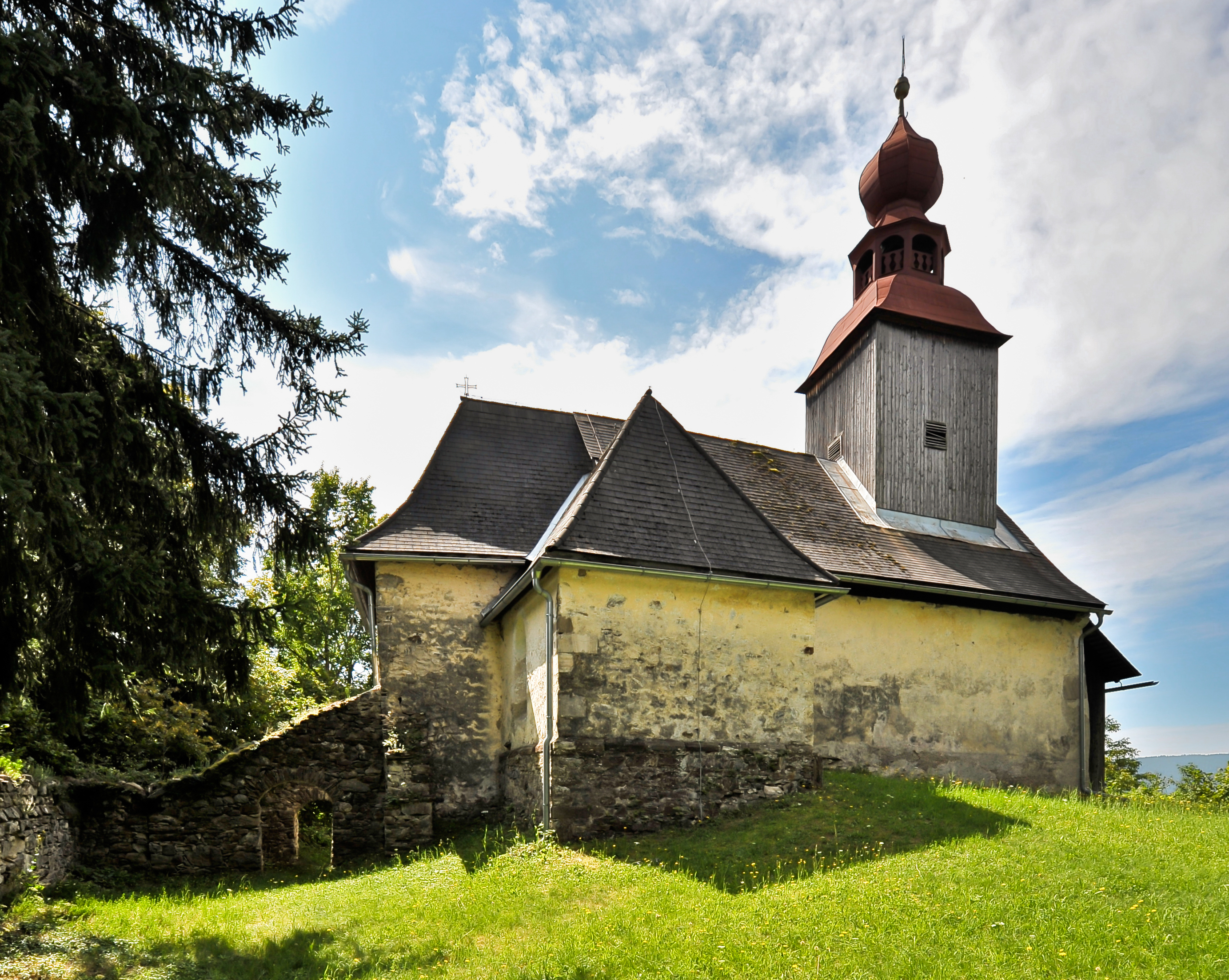
A Szt. Lőrinc-templom

Micheldorf Karintia északi részén fekszik, a Metnitz folyó (amely a Gurkba, a Dráva mellékfolyójába ömlik) mentén. A községi tanács 9 falut és településrészt fog össze: Gasteige (43 lakos), Gaudritz (0), Gulitzen (168), Hirt (37), Lorenzenberg (36), Micheldorf (708), Ostrog (0), Ruhsdorf (11), Schödendorf (37).
A környező települések: északra Friesach, keletre Guttaring, délre Althofen, nyugatra Straßburg.

## Története
Micheldorf templomát 783/785-ben említik először, Lorenzenbergét pedig 1043-ban.
A karintiai önkormányzatok 1850-es megalakulásakor Micheldorfot és Lorenzenberget először Friesachhoz csatolták. Micheldorf 1893-ban önállóvá vált, azonban az 1973-as közigazgatási reform során ismét Friesachhal egyesítették. Egy 1992-es népszavazás után visszanyerte függetlenségét.
A község gazdaságának legismertebb és legfontosabb szereplője a Hirt sörfőzde. 

## Lakosság
A micheldorfi önkormányzat területén 2016 januárjában 1024 fő élt, ami jelentős visszaesés a 2001-es 1201 lakoshoz képest. Akkor a helybeliek 95,6%-a volt osztrák, 2,8% pedig boszniai állampolgár. 84,3%-uk katolikusnak, 3,3% evangélikusnak, 2,8% muszlimnak, 8,4% pedig felekezeten kívülinek vallotta magát.

## Látnivalók
- a micheldorfi Szt. Vitus-templom. Eredetileg román stílusban épült, de a 18. és 19. században átépítették.
- a lorenzenbergi Szt. Lőrinc-templom kora gótikus stílusú
- Hirt 1876-ban bezárt vasművének 1806-ban épült kohója

## Testvértelepülések
- Micheldorf in Oberösterreich, Ausztria
- Villesse, Olaszország

## Fordítás
- Ez a szócikk részben vagy egészben  a   Micheldorf című német Wikipédia-szócikk ezen változatának fordításán alapul.  Az eredeti cikk szerkesztőit annak laptörténete sorolja fel. Ez a jelzés csupán a megfogalmazás eredetét és a szerzői jogokat jelzi, nem szolgál a cikkben szereplő információk forrásmegjelöléseként.